# Compsa curtula
Compsa curtula là một loài bọ cánh cứng trong họ Cerambycidae.